# Trynno
Trynno [ˈtrɨnnɔ] là một ngôi làng thuộc khu hành chính của Gmina Pełczyce, thuộc quận Choszczno, West Pomeranian Voivodeship, ở phía tây bắc Ba Lan. Nó nằm khoảng 8 kilômét (5 mi)   phía đông Pełczyce, 15 km (9 mi) phía nam Choszczno, và 71 km (44 mi) về phía đông nam của thủ đô khu vực Szczecin.
Trước năm 1945, khu vực này là một phần của Đức. Đối với lịch sử của khu vực, xem Lịch sử của Pomerania.
Làng có dân số 10 người.